# Дюсметово
Дюсме́тово (рос. Дюсметово, башк. Дүсмәт) — присілок у складі Бураєвського району Башкортостану, Росія. Входить до складу Бураєвської сільської ради.
Населення — 96 осіб (2010; 122 у 2002).
Національний склад:
- башкири — 95 %